# Olivier Henry
Olivier Henry (Gosselies, 24 oktober 1972) is een Belgisch volksvertegenwoordiger.

## Levensloop
Na het diploma van licentiaat in de handels- en financiële wetenschappen te hebben behaald, werd hij actief in de financiële sector en als ambtenaar bij het Agence wallonne des Télécommunications. Ook werd hij adviseur op de kabinetten van PS-ministers Jean-Claude Van Cauwenberghe, Michel Daerden, Elio Di Rupo, waarna hij van 2009 tot 2010 politiek secretaris was van PS-minister Paul Magnette.
In juli 2010 werd hij voor de PS lid van de Kamer van volksvertegenwoordigers voor de kieskring Henegouwen, ter vervanging van Rudy Demotte. Hij bleef dit tot in 2014. Vervolgens was hij van 2014 tot 2017 deskundige en secretaris op het kabinet van minister in de Waalse Regering Christophe Lacroix. In mei 2018 werd hij in opvolging van Eric Massin opnieuw lid van de Kamer, ditmaal tot aan de verkiezingen van 2019. Bij de verkiezingen dat jaar was hij kandidaat voor het Waals Parlement, maar hij raakte niet verkozen. Daarna ging hij aan de slag als adviseur op het kabinet van Waals minister-president Elio Di Rupo.
Van 2012 tot 2018 was Henry OCMW-voorzitter in Fleurus, de gemeente waarvan hij vanaf 2006 tevens gemeenteraadslid was. Bij de gemeenteraadsverkiezingen van 2018 stelde hij zich geen kandidaat meer wegens de decumul van mandaten die de PS-federatie van het arrondissement Charleroi had goedgekeurd.
Zijn vader Jean-Pol Henry was eveneens volksvertegenwoordiger.